# Sonnenbarken von Abydos

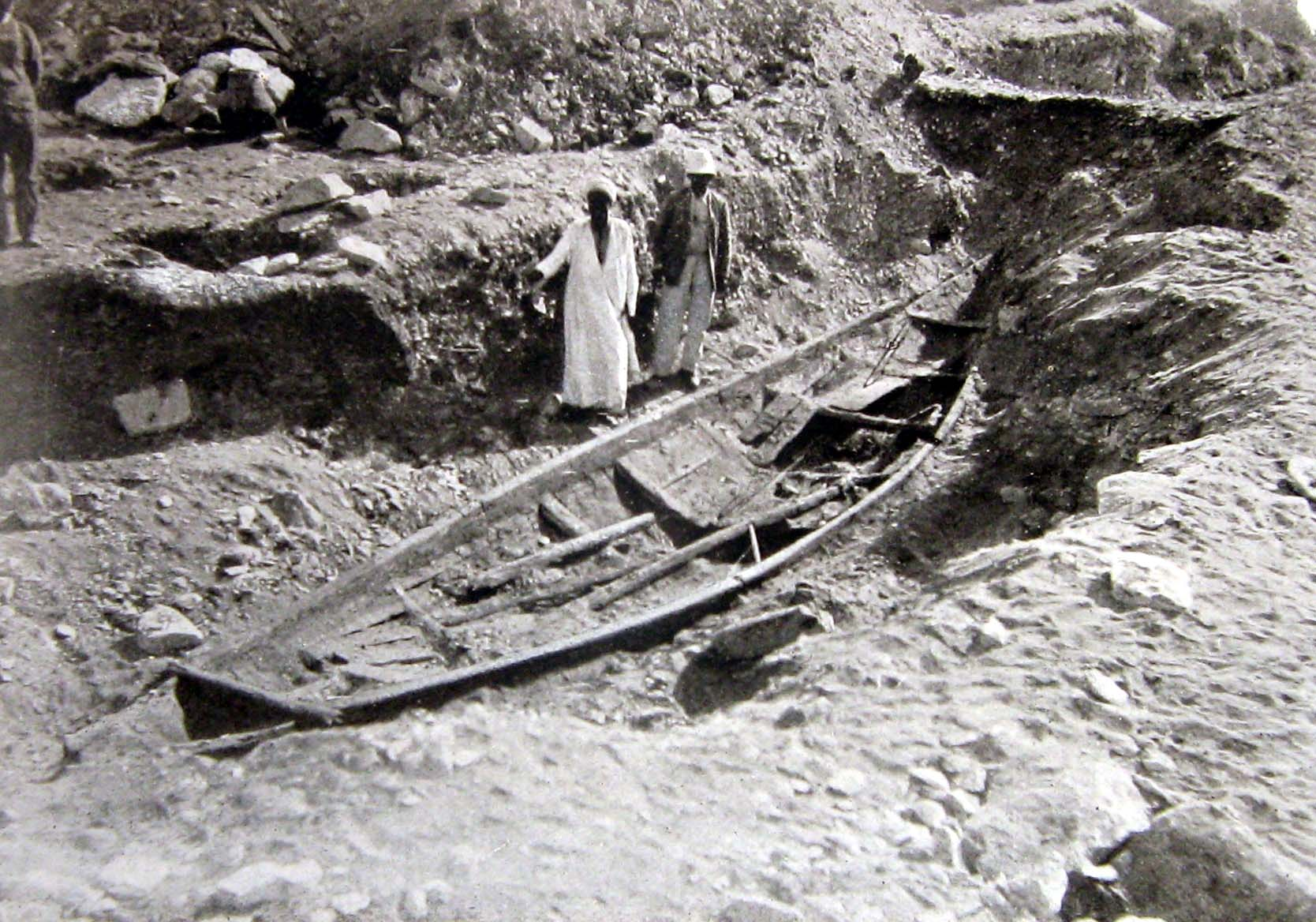
Sonnenbarke für Sesostris III, 12. Dynastie 1878–1839 v. Chr.

Die Sonnenbarken von Abydos sind Gräber in Form von Sonnenschiffen, die etwa 2740 v. Chr. bei Abydos errichtet wurden.

## Ort und Zuordnung
Die Sonnenbarken von Abydos wurden rund 1,5 Kilometer von der frühdynastischen königlichen Nekropole von Umm el-Qaab gefunden und sind Teil des Bodendenkmales Abydos in der Nähe von Sohag am westlichen Nilufer, 160 Kilometer nördlich von Luxor und etwa 15 Kilometer südwestlich der heutigen Stadt el-Balyana.
Sie befinden sich neben der massiven Lehmziegelstruktur Shunet El-Zebib, die dem Pharao Chasechemui aus der 2. Dynastie zugeschrieben wird. Shunet El-Zebib ist eine von mehreren solchen „Umfassungsmauern“ an dieser Stelle aus der 1. Dynastie und befindet sich fast eine Meile vom frühdynastischen königlichen Friedhof von Umm el-Qaab entfernt.
Auf dem frühen Friedhof Umm el-Qaab, etwa 3 Kilometer vom Wüstenrand und 2 Kilometer von Abydos entfernt, hat man die Gräber der meisten Herrscher der frühdynastischen Periode Ägyptens lokalisieren können, die sich auf dem sogenannten B-Friedhof befinden. Auf dem daneben liegenden U-Friedhof entdeckte man weitere Gräber, die den Königen der vordynastischen Zeit zugeordnet werden konnten.
Die Schiffe werden der 2. Dynastie zugerechnet.

## Entdeckung
Das Bodendenkmal wurde 1991 entdeckt und 2000 wurden 14 Boote identifiziert und als die ältesten Schiffsfunde aus der Zeit um 3000 v. Chr. interpretiert. 14 ca. 20 – 30 m lange Schiffsrümpfe waren im Sand vergraben und wurden von einem Team des University of Pennsylvania Museum, der Yale University und des New York University Institute of Fine Arts geborgen und konserviert.
Am 31. Oktober 2000 veröffentlichten das Museum der Universität von Pennsylvania und die Expedition der Yale University nach Abydos, Ägypten, eine Pressemitteilung, in der sie die Entdeckung der königlichen Sonnenschiffe in Abydos beschrieben. An einer Stelle, die eine Meile von den Königsgräbern entfernt ist, wurden 1988 erstmals Linien aus Lehmziegeln entdeckt, die durch einen Sandsturm freigelegt worden waren. Diese Ziegelreste in Abydos wurden zunächst als Mauern angesehen.

## Zerlegbare Konstruktion
Das Boot Nr. 10, wurde vom Wind freigelegt und sein Mittelteil fünf Tage von Archäologen untersucht.
Die fossile Struktur aus Termitenlosung zeigte Beplankung, Seile und Schilfbündel. Sie stellt die älteste bisher entdeckte aus Planken hergestellte Schiffskonstruktion dar. Die Untersuchung der Konstruktion des Bootes zeigte, dass es von außen nach innen gebaut worden war, da es keinen inneren Rahmen aus Spanten gab. Mit einer durchschnittlichen Länge von 23 m (18/19 to 24/27 – 75 englische Fuß) und einer größten Breite von 2,3 – 3 m (7 bis 10 Fuß) waren diese Boote nur etwa 60 cm (zwei Fuß) tief und hatten schmale Bug und Heck. Mehrere Boote waren weiß verputzt, ebenso wie die Abydos-Gräber, und Nummer 10 hatte einen gelben Anstrich.

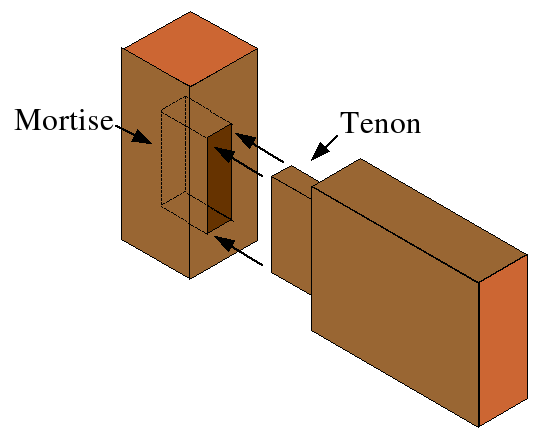
Einsteckschloss und Zapfenverbindung

Lösbare feste Verbindungen im Schiffbau wie beispielsweise Einsteckschloss und Zapfen wurden aus Termitenlosung rekonstruiert. Ein fester Zapfen wird hergestellt, indem das Ende eines Holzes so geformt wird, dass es in ein Loch passt, das in ein zweites Holz geschnitten wird. Eine Variation dieser Verbindung unter Verwendung eines freien Zapfens wurde schließlich zu einem der wichtigsten Merkmale im mediterranen und ägyptischen Schiffbau. Es schafft eine Verbindung zwischen zwei Dielen oder anderen Komponenten, indem ein separater Zapfen in einen Hohlraum (Einsteckschloss) der entsprechenden Größe eingeführt wird, der in jede Komponente geschnitten wird.
Die Fugen zwischen den Planken waren mit Schilf abgedichtet, Schilf bedeckte auch den Boden jedes Abydos-Bootes. Die Bootshülle aus Planken war nicht auf einen inneren Rahmen aus Spanten aufgebracht, was ihren dekorativ kultischen Charakter zeigt, und wurde verdrehrt vorgefunden.
Das Holz der Abydos-Boote stammte von einheimischen Tamarisken (Salzzeder) – keine Libanon-Zeder, die für Cheops’ Sonnenschiff am Fuß der Cheops-Pyramide verwendet und in späteren Dynastien für den seetüchtigen Schiffbau in Ägypten bevorzugt wurde.
Das Holz der Libanon-Zeder wurde für die Träger und Balken der Umm-el-Qa’ab-Gräber verwendet und war bereits früher importiert worden; Pigmentrückstände deuten auf leuchtende Farben hin. Die Planken waren außen gelb gestrichen und es wurden auch Spuren von weißem Pigment gefunden.
Ein Teil der Lehmziegelhülle deutet darauf hin, dass auf den Sonnenbarken Stangen oder Wimpel errichtet gewesen sein könnten, wie bei den auf Keramik abgebildeten Booten oder auf den archaischen Schreinen auf einigen Keulenköpfen und -paletten und wie sie in der HK-Lok gefunden wurden.
Die Technologie des Plankenbootbaus in Ägypten war in dieser frühen Phase schon soweit standardisiert, dass er in diesen Sonnenbarken zitiert werden konnte.
Der Einsatz von lösbaren Verbindungen findet sich nicht in gut etablierten, alten mediterranen Schiffbautraditionen. Dieser Ansatz ermöglichte es, ägyptische Boote, die im Handel eingesetzt wurden, leicht zu zerlegen, die Bretter über weite Strecken durch die Wüste zu transportieren und dann wieder zusammenzubauen, um auf wichtigen Handelsrouten wie denen im Roten Meer eingesetzt zu werden.
Es gibt Piktogramme von Booten aus dem schriftunkundigen Ägypten und der Ersten Dynastie entlang der ersten Hälfte der Route in der Wüste, von der bekannt ist, dass sie von Oberägypten aus zum Roten Meer führen. Eine Skizze auf einem Ostrakon zeigt Priester, die die Sonnenbarke von Amun durch die Wüste tragen. Dieses Bodendenkmal überliefert nicht nur die Tradition der zerlegbaren, tragbare Boote, sondern hat auch kultische Bedeutung.

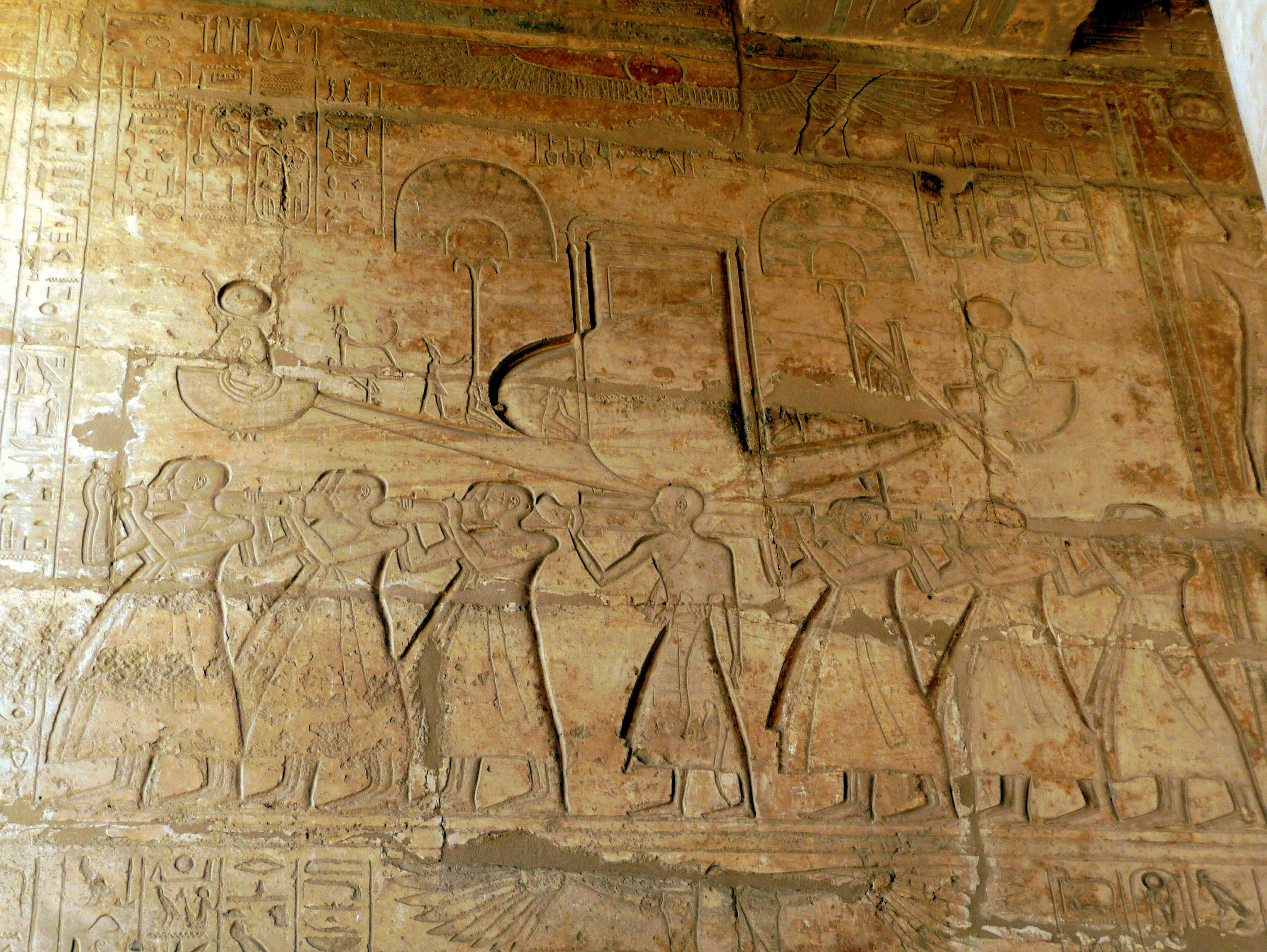
Priests carrying a festival barque in a relief from the Ramesseum Das Ramesseum ist ein von Ramses II. in Theben-West erbauter Tempel.

## Kultische Bedeutung
Der Bug der Sonnenbarken in Abydos ist auf den Nil gerichtet. Experten halten sie für die königlichen Boote, die im Jenseits für den Pharao bestimmt waren. Umm el-Qa'ab ist eine königliche Nekropole, etwa 1,6 km von den Abydos-Bootsgräbern entfernt, in denen frühe Pharaonen beigesetzt wurden.

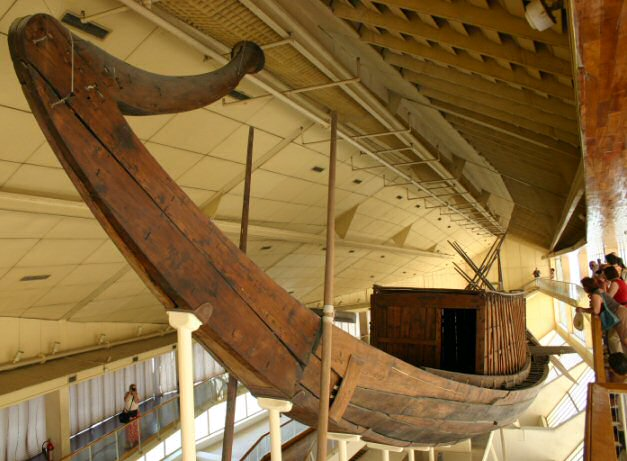
Sonnenbarke aus einer Grube am Fuße der Cheopspyramide, ca. 2500 v. Chr.

Die Abydos-Boote sind die Vorgänger der großen Sonnenbarken späterer Dynastien, auf denen sich der Pharao dem Sonnengott Re anschloss und tagsüber gemeinsam den heiligen Nil hinunterfuhr. Sie hätten viele der wichtigen Attribute und Metaphern, die mit den Sonnenbarken späterer Dynastien verbunden waren, und sollten vielleicht sogar Sonnenbarken eines früheren Designs genannt werden. Die Cheops-Sonnenbarke – Ca. 2500 v. Chr. Wird normalerweise als die früheste Sonnenbarke identifiziert. Sie wurde in einer Grube am Fuße der Cheopspyramide in Gizeh begraben.

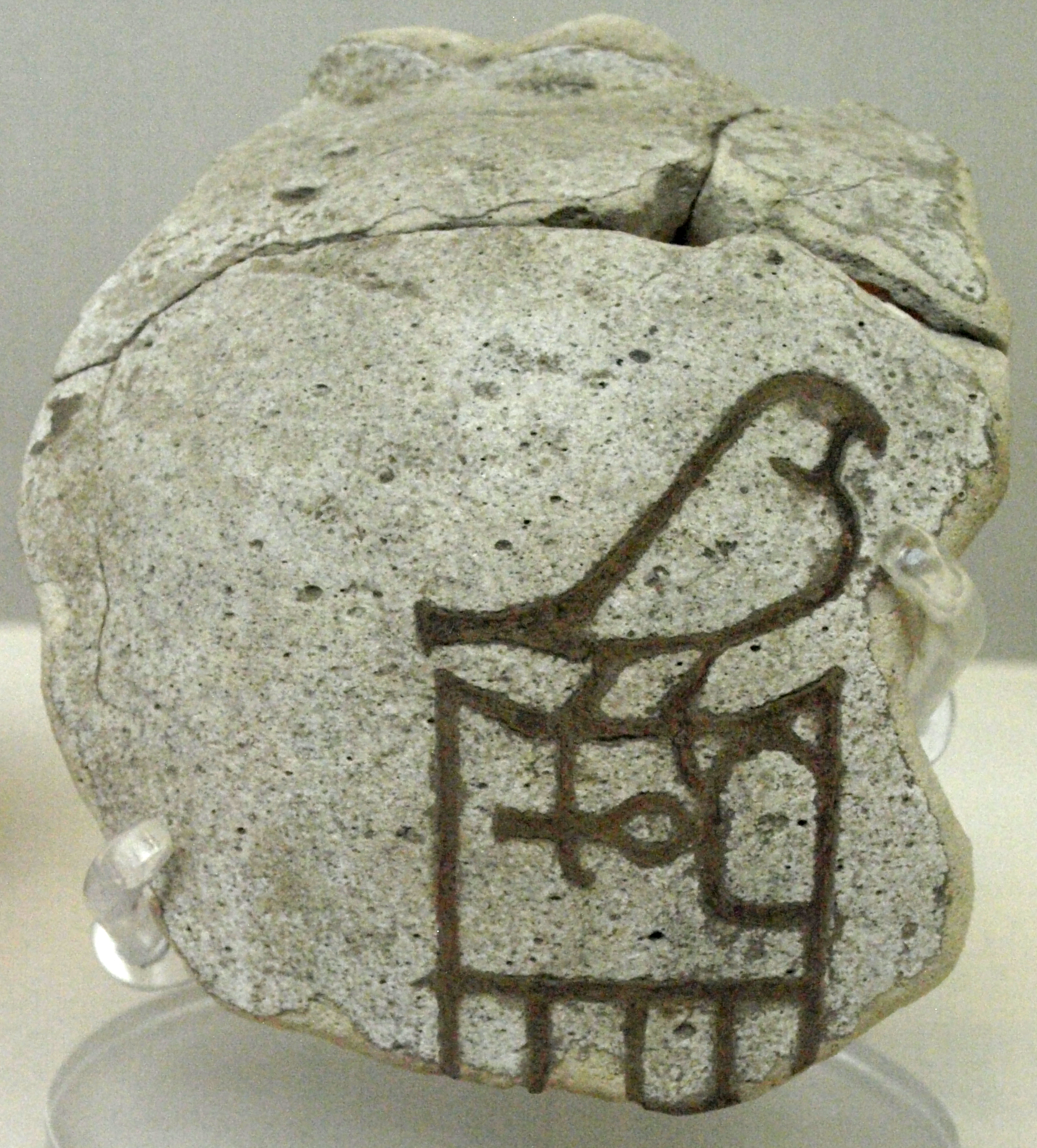
Glasiertes Fragment eines Fayence-Gefäßes / Pharao Aha, frühe 1. Dynastie, ca. 3000 vor Christus

Die Abydos-Bootsgräber befanden sich neben einer massiven Grabanlage für den Pharao Chasechemui aus der späten Dynastie II (ca. 2675 v. Chr.) In Abydos, 8 Meilen vom Nil entfernt. Umm el-Qa'ab ist eine königliche Nekropole in Abydos, Ägypten, in der frühe Pharaonen beigesetzt wurden. Diese Bootsgräber wurden jedoch früher als spät in der zweiten Dynastie errichtet, möglicherweise für die Reisen nach dem Leben von Hor-Aha, dem ersten König (ca. 2920–2770) der ersten Dynastie Ägyptens, oder Pharao Djer, ebenfalls aus der ersten Dynastie In jüngerer Zeit gefundene Leichen wurden als solche von König Aha identifiziert, der möglicherweise der Sohn des berühmten Königs Narmer war, dem häufig die erste Vereinigung von Ober- und Unterägypten zugeschrieben wird.

## Skulptur oder schwimmfähige Barke
Aufgefunden wurden Fossilien aus Termitenlosung der Planken aus einheimischen Tamarisken (Salzzeder). Spanten oder Mallen, auf welche heute Planken aufgebracht werden, wurden nicht gefunden. Ob ein entlang der Stützlinie geformter Lehmziegel die Funktion von Spanten oder Mallen übernehmen kann und ob der so geformte Barkenkörpen ausreichend Wasser verdrängt, um gegebenenfalls mit dem Lehmziegel schwimmfähig zu sein, ist ungeklärt.
1991 wurde festgestellt, dass die Lehmziegel Überreste von Mauern sind. Sie waren die Grenzen für mehr als ein Dutzend Schiffsbestattungen aus einer frühen Dynastie. Jedes Schiffsgrab hatte seine eigenen Mauern. Der Umriss jedes Grabes hatte die Form eines Bootes, und die Oberfläche jedes Grabes war mit Schlammputz und Tünche bedeckt. Kleine Felsbrocken am Bug oder Heck jedes Grabes stellten Anker dar. Aufgrund der Zerbrechlichkeit der Bootsreste wurden zunächst fast keine Ausgrabungen durchgeführt, da die Situation für die künftige Erhaltung sorgfältig untersucht werden musste.

## Barken aus der Ersten Dynastie
Die Sonnenbarken von Abydos sind nicht der einzige Fund von Barken der Ersten Dynastie. 19 Bootsbestattungen wurden 1969 in Helwan von Zaki Youssef Saad gefunden, aber nur vier davon wurden kurz wissenschaftlich veröffentlicht. In Sakkara wurden von Walter Bryan Emery sechs Bootsgräber gefunden, von denen wiederum nur vier veröffentlicht wurden. Schließlich sind aus Abu Roash Hill zwei große Modellboote aus Ton bekannt. In Helwan (einem Vorort von Kairo an der Ostseite des Nils) befindet sich 20 km südlich von Kairo neben Sakkara ein riesiges Friedhofsfeld, in dem mindestens 10.000 Gräber katalogisiert wurden. Die Größe von Helwan weist auf eine sehr große Population für frühdynastisches Memphis hin. Fast alle Gräber stammen aus der ägyptischen Prädynastik bis zur dritten Dynastie. Es gibt 19 Elite-Gräber, in denen Bestattungsboote aus der 1. Dynastie entdeckt wurden, die denen in Abydos ähneln, aber nur wenige veröffentlichte Informationen sind verfügbar.